# Решетари
Решетари (на хърватски: Rešetari) е село и община в Бродско-посавска жупания, Хърватия. Общината включва седем населени места.
Според преброяването от 2011 г. общината има 4753 жители, 98,4% от които хървати.